# Санта-Маргаріза-да-Монбуй
Са́нта-Маргарі́за-да-Монбу́й (кат. Santa Margarida de Montbui) — муніципалітет, розташований в Автономній області Каталонія, в Іспанії. Код муніципалітету за номенклатурою Інституту статистики Каталонії — 82508. Знаходиться у районі (кумарці) Анойя (коди району — 06 та AI) провінції Барселона, згідно з новою адміністративною реформою перебуватиме у складі Центральної баґарії (округи).

## Населення
Населення міста (у 2007 р.) становить 9.825 осіб (з них менше 14 років — 16,3 %, від 15 до 64 — 69,9 %, понад 65 років — 13,7 %). У 2006 р. народжуваність склала 139 осіб, смертність — 67 осіб, зареєстровано 33 шлюби. У 2001 р. активне населення становило 4.752 особи, з них безробітних — 614 осіб.

Серед осіб, які проживали на території міста у 2001 р., 5.513 народилися в Каталонії (з них 4.800 осіб у тому самому районі, або кумарці), 3.324 особи приїхали з інших областей Іспанії, а 227 осіб приїхало з-за кордону. 

Університетську освіту має 4,1 % усього населення. 

У 2001 р. нараховувалося 3.047 домогосподарств (з них 13,5 % складалися з однієї особи, 26,5 % з двох осіб,23,4 % з 3 осіб, 26,1 % з 4 осіб, 8 % з 5 осіб, 1,8 % з 6 осіб, 0,5 % з 7 осіб, 0,2 % з 8 осіб і 0,1 % з 9 і більше осіб).

Активне населення міста у 2001 р. працювало у таких сферах діяльності: у сільському господарстві — 1,1 %, у промисловості — 48 %, на будівництві — 14,3 % і у сфері обслуговування — 36,6 %. 

 У муніципалітеті або у власному районі (кумарці) працює 1.036 осіб, поза районом — 3.424 особи.

### Доходи населення
У 2002 р. доходи населення розподілялися таким чином :
| \| Доходи населення за статтями доходів \| Доходи населення за статтями доходів \| Доходи населення за статтями доходів \| \| Рік \| 2002 р. \| 2001 р. \| \| ------------------------------------ \| ------------------------------------ \| ------------------------------------ \| \| Заробітна платня \| 57 % \| 59,5 % \| \| Доходи від ведення бізнесу \| 19,4 % \| 18,4 % \| \| Соціальна допомога \| 23,6 % \| 22,1 % \| |         |         |
| Доходи населення за статтями доходів |         |         |
| Рік | 2002 р. | 2001 р. |
| Заробітна платня | 57 %    | 59,5 %  |
| Доходи від ведення бізнесу | 19,4 %  | 18,4 %  |
| Соціальна допомога | 23,6 %  | 22,1 %  |

### Безробіття
У 2007 р. нараховувалося 575 безробітних (у 2006 р. — 577 безробітних), з них чоловіки становили 27,7 %, а жінки — 72,3 %.

## Економіка
У 1996 р. валовий внутрішній продукт розподілявся по сферах діяльності таким чином :
| \| Валовий внутрішній продукт \| Валовий внутрішній продукт \| Валовий внутрішній продукт \| \| Рік \| 1996 р. \| 1991 р. \| \| -------------------------- \| -------------------------- \| -------------------------- \| \| Сільське господарство \| 3,8 % \| 3,4 % \| \| Промисловість \| 29,4 % \| 36,6 % \| \| Будівництво \| 8,7 % \| 8,4 % \| \| Послуги \| 58,1 % \| 51,5 % \| |         |         |
| Валовий внутрішній продукт |         |         |
| Рік | 1996 р. | 1991 р. |
| Сільське господарство | 3,8 %   | 3,4 %   |
| Промисловість | 29,4 %  | 36,6 %  |
| Будівництво | 8,7 %   | 8,4 %   |
| Послуги | 58,1 %  | 51,5 %  |

### Підприємства міста

#### Промислові підприємства
| \| Промислові підприємства міста, за сферою діяльності \| Промислові підприємства міста, за сферою діяльності \| Промислові підприємства міста, за сферою діяльності \| \| Рік \| 2002 р. \| 2001 р. \| \| --------------------------------------------------- \| --------------------------------------------------- \| --------------------------------------------------- \| \| Енергетичні та водні ресурси \| 1,3 % \| 1,2 % \| \| Хімія та метали \| 2,5 % \| 2,4 % \| \| Переробка металів \| 10,1 % \| 9,4 % \| \| Продукти харчування \| 3,8 % \| 3,5 % \| \| Текстиль \| 68,4 % \| 70,6 % \| \| Виробництво меблів, видання \| 12,7 % \| 11,8 % \| \| Інше \| 1,3 % \| 1,2 % \| \| Усього підприємств \| 79 \| 85 \| |         |         |
| Промислові підприємства міста, за сферою діяльності |         |         |
| Рік | 2002 р. | 2001 р. |
| Енергетичні та водні ресурси | 1,3 %   | 1,2 %   |
| Хімія та метали | 2,5 %   | 2,4 %   |
| Переробка металів | 10,1 %  | 9,4 %   |
| Продукти харчування | 3,8 %   | 3,5 %   |
| Текстиль | 68,4 %  | 70,6 %  |
| Виробництво меблів, видання | 12,7 %  | 11,8 %  |
| Інше | 1,3 %   | 1,2 %   |
| Усього підприємств | 79      | 85      |

#### Роздрібна торгівля
| \| Підприємства роздрібної торгівлі міста, за сферою діяльності \| Підприємства роздрібної торгівлі міста, за сферою діяльності \| Підприємства роздрібної торгівлі міста, за сферою діяльності \| \| Рік \| 2002 р. \| 2001 р. \| \| ------------------------------------------------------------ \| ------------------------------------------------------------ \| ------------------------------------------------------------ \| \| Продукти харчування \| 48,5 % \| 48,5 % \| \| Одяг та взуття \| 16,5 % \| 19,8 % \| \| Товари для дому \| 5,8 % \| 6,9 % \| \| Книги та періодичні видання \| 0 % \| 0 % \| \| Промислова хімічна продукція \| 6,8 % \| 5 % \| \| Продукція, пов'язана з транспортними засобами \| 1,9 % \| 2 % \| \| Інше \| 20,4 % \| 17,8 % \| \| Усього підприємств \| 103 \| 101 \| |         |         |
| Підприємства роздрібної торгівлі міста, за сферою діяльності |         |         |
| Рік | 2002 р. | 2001 р. |
| Продукти харчування | 48,5 %  | 48,5 %  |
| Одяг та взуття | 16,5 %  | 19,8 %  |
| Товари для дому | 5,8 %   | 6,9 %   |
| Книги та періодичні видання | 0 %     | 0 %     |
| Промислова хімічна продукція | 6,8 %   | 5 %     |
| Продукція, пов'язана з транспортними засобами | 1,9 %   | 2 %     |
| Інше | 20,4 %  | 17,8 %  |
| Усього підприємств | 103     | 101     |

#### Сфера послуг
| \| Підприємства міста, що працюють у сфері послуг, за діяльністю \| Підприємства міста, що працюють у сфері послуг, за діяльністю \| Підприємства міста, що працюють у сфері послуг, за діяльністю \| \| Рік \| 2002 р. \| 2001 р. \| \| ------------------------------------------------------------- \| ------------------------------------------------------------- \| ------------------------------------------------------------- \| \| Гуртова торгівля \| 8,3 % \| 8,3 % \| \| Готелі та готельний бізнес \| 24,3 % \| 27,1 % \| \| Транспорт та зв'язок \| 21,5 % \| 20,8 % \| \| Посередницькі фінансові послуги \| 5,6 % \| 5,6 % \| \| Послуги підприємствам \| 4,2 % \| 4,2 % \| \| Послуги фізичним особам \| 29,2 % \| 26,4 % \| \| Нерухомість та ін. \| 6,9 % \| 7,6 % \| \| Усього підприємств \| 144 \| 144 \| |         |         |
| Підприємства міста, що працюють у сфері послуг, за діяльністю |         |         |
| Рік | 2002 р. | 2001 р. |
| Гуртова торгівля | 8,3 %   | 8,3 %   |
| Готелі та готельний бізнес | 24,3 %  | 27,1 %  |
| Транспорт та зв'язок | 21,5 %  | 20,8 %  |
| Посередницькі фінансові послуги | 5,6 %   | 5,6 %   |
| Послуги підприємствам | 4,2 %   | 4,2 %   |
| Послуги фізичним особам | 29,2 %  | 26,4 %  |
| Нерухомість та ін. | 6,9 %   | 7,6 %   |
| Усього підприємств | 144     | 144     |

## Житловий фонд
У 2001 р. 3,4 % усіх родин (домогосподарств) мали житло метражем до 59 м2, 58,7 % — від 60 до 89 м2, 29,3 % — від 90 до 119 м2 і
8,6 % — понад 120 м2.

З усіх будівель у 2001 р. 52,5 % було одноповерховими, 25,1 % — двоповерховими, 11,8 % — триповерховими, 4,1 % — чотириповерховими, 2,9 % — п'ятиповерховими, 1,8 % — шестиповерховими,
0,9 % — семиповерховими, 1 % — з вісьмома та більше поверхами.

## Автопарк
| \| Автомобілі, зареєстровані у місті, за призначенням \| Автомобілі, зареєстровані у місті, за призначенням \| Автомобілі, зареєстровані у місті, за призначенням \| \| Рік \| 2006 р. \| 2005 р. \| \| -------------------------------------------------- \| -------------------------------------------------- \| -------------------------------------------------- \| \| Приватні автомобілі \| 72,1 % \| 73,5 % \| \| Мотоцикли \| 8,6 % \| 8 % \| \| Вантажівки \| 15 % \| 14,5 % \| \| Трактори \| 1 % \| 0,9 % \| \| Автобуси та ін. \| 3,3 % \| 3 % \| \| Усього автомобілів \| 6.385 шт. \| 6.166 шт. \| |           |           |
| Автомобілі, зареєстровані у місті, за призначенням |           |           |
| Рік | 2006 р.   | 2005 р.   |
| Приватні автомобілі | 72,1 %    | 73,5 %    |
| Мотоцикли | 8,6 %     | 8 %       |
| Вантажівки | 15 %      | 14,5 %    |
| Трактори | 1 %       | 0,9 %     |
| Автобуси та ін. | 3,3 %     | 3 %       |
| Усього автомобілів | 6.385 шт. | 6.166 шт. |

## Вживання каталанської мови
У 2001 р. каталанську мову у місті розуміли 93,4 % усього населення (у 1996 р. — 91,8 %), вміли говорити нею 68,9 % (у 1996 р. — 63,7 %), вміли читати 68,9 % (у 1996 р. — 61,6 %), вміли писати 46 % (у 1996 р. — 39,4 %). Не розуміли каталанської мови 6,6 %.

## Політичні уподобання
У виборах до Парламенту Каталонії у 2006 р. взяло участь 3.415 осіб (у 2003 р. — 3.914 осіб). Голоси за політичні сили розподілилися таким чином:
| \| Вибори до Парламенту Каталонії \| Вибори до Парламенту Каталонії \| Вибори до Парламенту Каталонії \| \| Рік \| 2006 р. \| 2003 р. \| \| -------------------------------------- \| ------------------------------ \| ------------------------------ \| \| Конвергенція та Єднання (CiU) \| 20,1 % \| 22,9 % \| \| Соціалістична партія Каталонії (PSC) \| 49,1 % \| 50,1 % \| \| Народна партія (PP) \| 9 % \| 10,1 % \| \| Ініціатива за зелену Каталонію (IC) \| 7,2 % \| 6,3 % \| \| Республіканська лівиця Каталонії (ERC) \| 10,4 % \| 8,9 % \| \| Громадянська партія (C's) \| 1 % \| 0 % \| \| Інші \| 3,1 % \| 1,6 % \| |         |         |
| Вибори до Парламенту Каталонії |         |         |
| Рік | 2006 р. | 2003 р. |
| Конвергенція та Єднання (CiU) | 20,1 %  | 22,9 %  |
| Соціалістична партія Каталонії (PSC) | 49,1 %  | 50,1 %  |
| Народна партія (PP) | 9 %     | 10,1 %  |
| Ініціатива за зелену Каталонію (IC) | 7,2 %   | 6,3 %   |
| Республіканська лівиця Каталонії (ERC) | 10,4 %  | 8,9 %   |
| Громадянська партія (C's) | 1 %     | 0 %     |
| Інші | 3,1 %   | 1,6 %   |

У муніципальних виборах у 2007 р. взяло участь 4.108 осіб (у 2003 р. — 4.532 особи). Голоси за політичні сили розподілилися таким чином:
| \| Муніципальні вибори \| Муніципальні вибори \| Муніципальні вибори \| \| Рік \| 2007 р. \| 2003 р. \| \| -------------------------------------- \| ------------------- \| ------------------- \| \| Конвергенція та Єднання (CiU) \| 5,4 % \| 4,9 % \| \| Соціалістична партія Каталонії (PSC) \| 71,9 % \| 73,1 % \| \| Народна партія (PP) \| 3,7 % \| 5 % \| \| Ініціатива за зелену Каталонію (IC) \| 9,6 % \| 8,8 % \| \| Республіканська лівиця Каталонії (ERC) \| 9,4 % \| 8,2 % \| \| Громадянська партія (C's) \| 0 % \| 0 % \| \| Інші \| 0 % \| 0 % \| |         |         |
| Муніципальні вибори |         |         |
| Рік | 2007 р. | 2003 р. |
| Конвергенція та Єднання (CiU) | 5,4 %   | 4,9 %   |
| Соціалістична партія Каталонії (PSC) | 71,9 %  | 73,1 %  |
| Народна партія (PP) | 3,7 %   | 5 %     |
| Ініціатива за зелену Каталонію (IC) | 9,6 %   | 8,8 %   |
| Республіканська лівиця Каталонії (ERC) | 9,4 %   | 8,2 %   |
| Громадянська партія (C's) | 0 %     | 0 %     |
| Інші | 0 %     | 0 %     |